# Schering AG
Schering AG va ser una empresa farmacèutica centrada en recerca amb seu a Wedding, Berlín, que va operar com a companyia independent de 1851 a 2006. El 2006 va ser comprada per Bayer AG i es fusionà per formar la filial de Bayer anomenada primer Bayer Schering Pharma AG i després Bayer HealthCare Pharmaceuticals el 2011. Schering va sortir a borsa a Frankfurt i tenia 26.000 empleats a partir de 2004.
La companyia americana Schering-Plough, anteriorment Schering Corporation, va ser originalment la filial nord-americana de Schering AG, i es va fusionar amb Merck & Co. el 2009.

## Història
El 1851, Ernst Christian Friedrich Schering va obrir la Grüne Apotheke (farmàcia verda) a la Chaussearße de Berlín, i el 1871 es va convertir en el nom Chemische Fabrik auf Actien (anteriorment E. Schering). Aquesta és la data d'incorporació de la companyia.
L'empresa va créixer fortament en els anys següents. El 1913, l'empresa va contractar 935 treballadors, 112 mestres artesans i 180 empleats d’oficina. A més de la seu de Berlín, hi havia dues fàbriques a Rússia (Moscou i Wydriza) amb més de 1.000 treballadors i una altra planta a la Gran Bretanya. La facturació en aquell moment era d'uns 10 milions de marcs d'or alemanys, creats amb la producció de productes fotoquímics i farmacèutics. Alguns dels productes importants produïts eren àcid salicílic, el preparat antigota atophan, diversos agents somnífers i desinfectants.
A principis de la dècada de 1920, Schering va adquirir la companyia de rentats i colorants W. Spindler ubicada al districte berlinès de Köpenick. El 1922, el consell d’administració va adquirir la majoria d'accions a la fàbrica química Chemischen Fabrik auf Actien (abans E. Schering) de l’Oberschlesische Kokswerke und Chemische Fabriken de la Silèsia Superior.
El 1937, les empreses Kokswerke und Chemische Fabriken AG i Chemischen Fabrik auf Actien es van fusionar amb l'empresa germana Schering-Kahlbaum AG i, el mateix dia, van canviar el nom pel més respectat internacionalment Schering Aktiengesellschaft. L'empresa farmacèutica es va convertir així en part d'un grup miner i químic, que també va produir productes radiogràfics i pesticides.
Schering va ser el fabricant de Primodos.

### Adquisició de 2006 per Bayer
Al març del 2006, Merck KGaA va anunciar una oferta de 14.600 milions d’euros per Schering, que el 2006 tenia uns ingressos bruts anuals d’uns 5.000 milions d’euros i donava feina a unes 26.000 persones en 140 filials a tot el món.
Bayer va respondre amb una oferta de cavaller blanc i al juliol va adquirir la majoria de les accions de Schering per 14.600 milions d'euros i, el 2007, Bayer es va fer càrrec de Schering AG i va formar Bayer Schering Pharma.
L'adquisició de Schering va ser la major de la història de Bayer,:49–52 i a partir de 2015 aquesta va ser una de les deu fusions entre farmacèutiques més grans de tots els temps. En el moment de la fusió, l'empresa comptava més de 26.000 persones a 140 filials a tot el món. Els ingressos bruts anuals de Schering eren de 5000 milions d'euros (2003). Schering va centrar-se en les àrees empresarials de ginecologia, andrologia, esclerosi múltiple, oncologia i agents de contrast. Els productes més coneguts de Schering són probablement les seves marques d'anticonceptius orals combinats.
Altres productes clau incloïen la marca interferó-beta Betaferon (Betaseron a Amèrica del Nord) i l'agent de contrast paramagnètic Magnevist. La fàbrica alemanya més important es troba a Bergkamen.